# Sentina
A sentina é o espaço na parte mais baixa do navio, onde fica depositada a água proveniente, por exemplo, da chuva, infiltrações ou mar agitado. Essa água deve ser bombeada para fora para evitar que a sentina fique muito cheia, ameaçando afundar o navio.